# Crumiro
Crumiro è il termine con cui si indica, con accezione tendenzialmente negativa, un lavoratore che non aderisce a uno sciopero e non sospende la sua prestazione di lavoro, indipendentemente da quanto determinato in sede sindacale, col possibile effetto di diminuire l'impatto e l'efficacia dello sciopero stesso e, naturalmente, la capacità contrattuale del sindacato rispetto alle rivendicazioni oggetto di controversia col datore di lavoro: il termine indica anche chi prendeva il posto di lavoro di chi veniva cacciato dal lavoro per aver scioperato.

## Etimologia

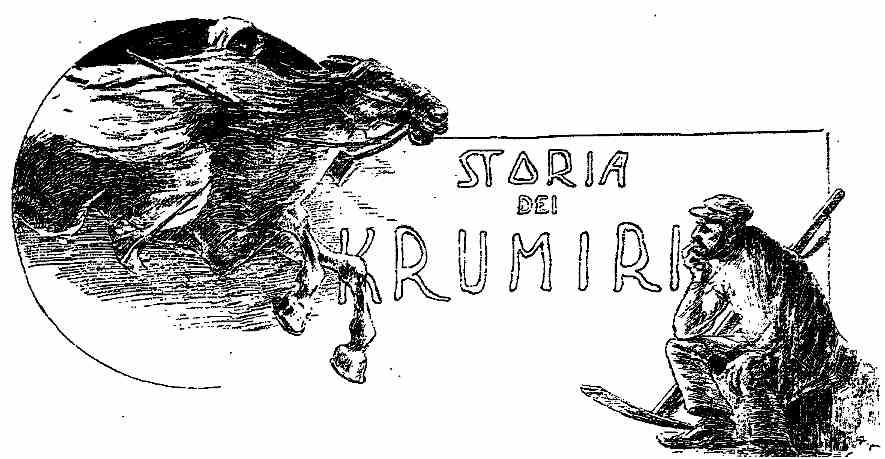
Una vignetta che descrive il trapasso dal nome di tribù a quello dei non scioperanti (da Zuccoli 1908)

La parola deriva dal nome della tribù tunisina dei Kroumir (resa in francese come Kroumirs e dal francese passata nell'italiano Crumiro), che acquisì notorietà verso la fine dell'Ottocento per le numerose scorrerie tra Tunisia e Algeria, che diedero il pretesto alla Francia per occupare la Tunisia. I resoconti delle imprese dei Krumiri furono così raccapriccianti che essi divennero in Europa i selvaggi per antonomasia.
Se il sapore esotico del termine fu sfruttato in sede commerciale (per esempio per i Krumiri, biscotti tipici di Casale Monferrato, inventati da Domenico Rossi nel 1878, e poi per i Kroumirs, dolci di pasta di mandorle di Confolens, in Francia, inventati da Auguste Redon nel 1895), d'altra parte esso venne largamente impiegato, soprattutto in Francia, come epiteto spregiativo e razzista per riferirsi a immigrati nordafricani (e non solo).
Nel lessico sindacale italiano il termine Krumiri (all'epoca diffuso soprattutto in Francia) fece la sua prima comparsa sporadica nel gergo tipografico per designare i lavoratori non specializzati utilizzati nelle tipografie durante gli scioperi (Avanti!, 28 febbraio 1900), per poi entrarvi massicciamente nei primi mesi del 1901, mutando con l'uso in crumiri, in occasione del grande sciopero dei lavoratori del porto di Marsiglia (in grande maggioranza italiani), proclamato il 28 febbraio 1901 e continuato fino all'8 aprile. 
Nel corso dello sciopero si ventilò la possibilità di sostituire gli scioperanti con "arabi", e probabilmente di qui nacque l'uso di chiamare Krumiri i lavoratori che, contro le indicazioni del sindacato, si rifiutavano di partecipare allo sciopero. Con questo significato il termine venne impiegato per la prima volta sul quotidiano socialista Avanti! del 31 marzo 1901, esprimendo disprezzo per un gruppo di lavoratori italiani che erano stati ingaggiati per sostituire gli scioperanti.
Per qualche tempo il termine indicò in senso generico i sottoproletari non sindacalizzati e disposti a qualunque compromesso (Francesco Papafava, Giornale degli economisti, maggio 1901). A consacrare il senso attuale di "collaborazionismo coi padroni" fu poi, in giugno, uno sciopero dei carbonai a Genova, in occasione del quale venne formalmente costituito un "sindacato giallo" (Lega cattolica di lavoro, 12 giugno 1901), con lo scopo di fornire lavoratori durante gli scioperi. In tale occasione il termine krumiro venne utilizzato in modo così massiccio che in breve divenne il termine tecnico per designare i non scioperanti.